# ジャミレ

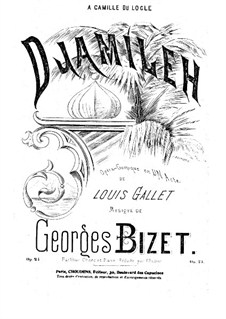
初演時のポスター

『ジャミレ』（フランス語: Djamileh）は、ジョルジュ・ビゼーによる1幕のオペラ・コミックである。『ジャミレー』および『デジャミール』とも表記される。ルイ・ガレによるフランス語のリブレットに基づく。このオペラは1872年 5月22日にパリ・オペラ＝コミック座で初演された。

## 概要

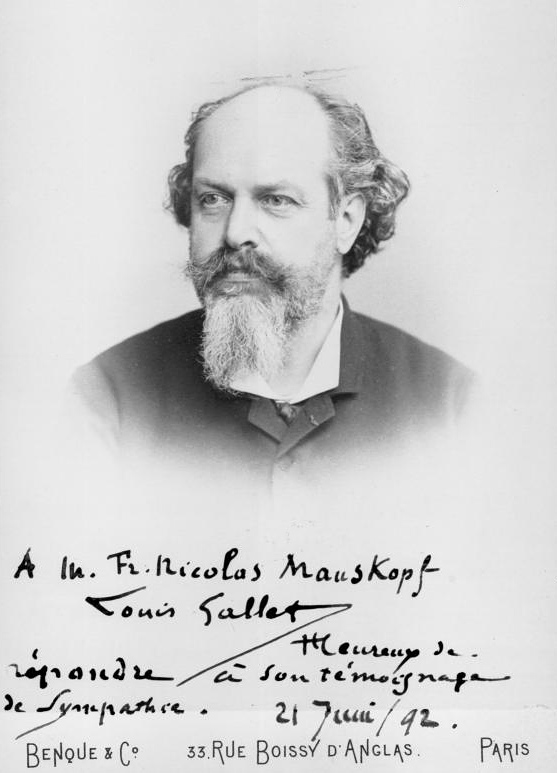
ルイ・ガレ

本作はルイ・ガレがアルフレッド・ド・ミュッセの長詩の『ナムーナ』(Namouna 1831年)を素材として書いたものである。初演はエミール・パラディールの『留め金』（Le Passant）、サン＝サーンスの『黄色い王女』と共に上演され、アリーヌ・プレリ（Aline Prelly）が題名役を歌い、コミック座の支配人カミーユ・デュ・ロクルが舞台装置を手掛けた。「ガレによるリブレットは必ずしも劇場向きではなかったが、それを補ったのが東洋的ムード溢れる衣装と舞台装置であった。特に、日没の場面の効果を出すために、特製の照明設備が備えられた」。 フェリシアン・ダヴィッドは「自分の交響的オード『砂漠』(Le Désert 1844年)がオリエンタリズムを吹き込んだ音楽の中で、最も輝かしいものと絶賛している」。また、エルネスト・レイエルは「その音楽を称え、特にその異国的要素とリアリズムの巧みな結合を誉め、ビゼーを〈若い連中のリーダー〉と評した」。しかし、リブレットの劇的な面での弱さもあり、『カルメン』のように個性的な魅力もなかったことから、本作は永続的な人気を獲得することはできず、10回公演されただけで、フランス国内では1938年まで再演されなかった。クラウス・アダムスによれば「リヒャルト・シュトラウスは彼の空想の《オペラ博物館》の中でこの『ジャミレ』に名誉ある地位を与えている。カール・ベームに贈った《芸術的遺産》の話の中で、80歳の巨匠はビゼーのこの一幕のオペラがオペラ・コミックの一つのレパートリーに加えられてしかるべきだと語っている。こうした評価はグスタフ・マーラーにとっても同じで、マーラーは1898年にウィーン宮廷歌劇場でこれを採り上げ、その後1922年まで22回上演した」のである。イギリス初演は1892年9月22日にマンチェスターで行われた。アメリカ合衆国 での初演は1913年2月24日にボストン歌劇場にてマルセル、ラフィット、ジャコーネらの配役、指揮はフェリックス・ワインガルトナーで行われた。

## 登場人物
| 人物名           | 声域           | 原語名     | 役                                   | 初演者 指揮：アドルフ・デロッフル |
| ---------------- | -------------- | ---------- | ------------------------------------ | --------------------------------- |
| ジャミレ         | メゾ・ソプラノ | Djamileh   | 若い女奴隷                           | アリーヌ・プレリ                  |
| アルン           | テノール       | Haroun     | エジプトのカイロの大金持ちの道楽息子 | アルフォンス・デュシェヌ          |
| スプレンディアノ | バリトン       | Splendiano | アルンの従僕                         | ピエール=アルマン・ポテル         |
| 奴隷商人         | 台詞           | -          | -                                    | ジュリアン                        |

フェリックス・アンリ・ジャコモッティによるビゼー

合唱：アルンの友達、奴隷、音楽家、船頭たちなど

## 楽器編成
- 管楽器:フルート2（ピッコロ持ち替え）、オーボエ2（コーラングレ持ち替え）、クラリネット2、ファゴット2
- 金管楽器:ホルン4、トランペット2、トロンボーン3
- 打楽器:ティンパニ、打楽器
- その他:弦五部、ハープ
- 舞台上: ピアノ、ハープ、タンブリン

## 上演時間
約65分

## あらすじ
時と場所: 時代は19世紀、舞台はエジプトのカイロ
日が暮れつつある邸宅で金持ちの息子であるアルンは、彼の従僕スプレンディアノと一緒に横になり、タバコを吸っている。舞台裏からナイル川の船頭たちのエキゾティックな「日が沈むぞ」という合唱が聞こえる。奴隷女のジャミレはアルンの目に見えない少し離れた物陰から彼を優しく見つめている。アルンがスプレンディアノにジャミレの所在を尋ねると、近くにいるのでしょうと応える。スプレンディアノは密かにジャミレに恋心を抱いているのだった。アルンは毎月奴隷女を買い替えていた。一ヵ月で役割を終えるとアルンは女奴隷に金品を与えて、解放していたのだった。間もなくひと月が経つので、女奴隷の交代の時期が迫っている。砂漠のような心のアルンはジャミレに恋をしていることを否定し、スプレンディアノに「おまえの好みの女を選んで来い」と奴隷市場に遣わして新しい女奴隷を連れてくることを要求する。スプレンディアノはアルンが女性を愛さず、自由な生活を愛するだけなので、捨てられたジャミレを自分のものとすることができるだろうという希望を抱くのだった。アルンが召使いに夕食を出すように準備をさせる。ジャミレが現れて、海に溺れて死にそうになったという悪夢を見たという話をする。アルンはジャミレに首飾りをプレゼントしようとすると、ジャミレは贈り物よりもそれをくれる方の手のほうが望みだと言う。夕食が終わるとアルンの友人達が、ゲームをして夜を過ごすためにやって来る。友人達はジャミレを見ると、彼女の美しさを称賛する。スプレンディアノはジャミレに間もなく解放されるから、そうしたらスプレンディアノの女にならないかと提案する。そこでジャミレはスプレンディアノとある約束をする。それはアルンが新しい奴隷女を物色する際に、その女達の中にジャミレを紛れ込ませてもらう。もし、アルンがジャミレを見染めて、心からジャミレを愛するようにならなければ、スプレンディアノのものになるというものだった。ジャミレは自分の運命と愛の弱さを嘆くが、ダンサーの衣装を着て、羞恥心に苛まれながらも、奴隷商人のところへ出向くのだった。やがて、アルンの邸宅にスプレンディアノと奴隷商人がやって来る。奴隷商人は「宝物をご覧ください」と奴隷女たちにダンスを踊らせる。アルンはヴェールを被って踊るジャミレに気がつかないまま、ジャミレを気に入り、自分のものになるように迫る。ジャミレは泣いてしまうが、アルンは彼女を慰める。月光が部屋を照らすと、アルンは彼女の正体がわかり、ジャミレが彼を愛していることに気づく。アルンは「束縛された生活は嫌だ」と自分の気持ちに抵抗しようとするが、彼女の情熱的な愛が彼の心を優しく解きほぐし、愛の二重唱となり、二人は結ばれる。

## 主な録音
| 年   | 配役 ジャミレ アルン スプレンディアノ 奴隷商人                                                              | 指揮者 管弦楽団 合唱団                                                         | レーベル                             |
| ---- | --- | ------------------------------------------------------------------------------ | ------------------------------------ |
| 1983 | ルチア・ポップ フランコ・ボニゾッリ ジャン＝フィリップ・ラフォン ジャック・ピノー                           | ランベルト・ガルデルリ ミュンヘン放送管弦楽団 バイエルン放送合唱団             | CD: Orfeo ASIN: B000028AZI           |
| 1998 | マリー=アンジュ・トドロヴィッチ ジャン・リュック・モレット フランソワ・ル・ルー ジャン=ルイ・グランフェール | ジャック・メルシエ イル・ド・フランス国立管弦楽団 イル・ド・フランス地方合唱団 | CD: RCA ASIN: B00004VM07             |
| 2017 | ジェニファー・ファインスタイン エリック・バリー ジョージ・モズリー ピョートル・カミンスキ                   | ウカシュ・ボロヴィチ ポズナン・フィルハーモニー管弦楽団 ポズナン室内合唱団     | CD: Dux ASIN: B077MQCD2N             |
| 2019 | 鳥木弥生 樋口達哉 岡昭宏 (不明)                                                                             | 佐藤正浩 ザ・オペラ・バンド 国立音楽大学合唱団                                 | CD: Tobu Recordings ASIN: B086DSG87Y |

## 関連作品
- 『ナムーナ』 (Namouna、1882年) : エドゥアール・ラロによるバレエ